# Pravia
Pravia es un concejo y una parroquia de la comunidad autónoma del Principado de Asturias de 7790 habitantes (INE 2024). Limita al norte con Cudillero y Muros del Nalón, al este con Candamo y Soto del Barco, al oeste con Cudillero y Salas y al sur con Candamo y Salas de nuevo.

## Geografía

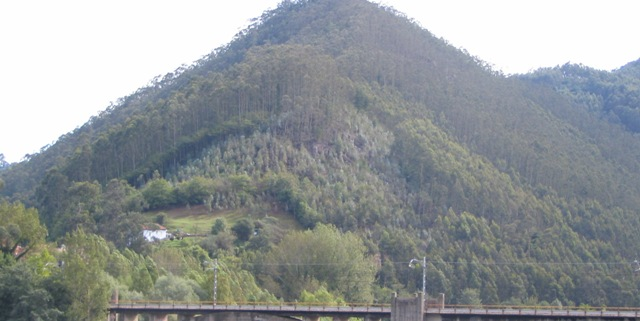
Pico Mirabeche

El territorio de Pravia tiene unas características comunes con la región central-occidental del Principado. Su suelo está compuesto esencialmente por materiales paleozoicos, siendo los devónicos los de mayor presencia, con dominio de las areniscas, cuarcitas, dolomías, pizarras y calizas.
Desde el punto de vista orográfico, no se puede destacar el terreno Praviano como montañoso, ya que en él son mayoría las pequeñas y medianas montañas. En el norte tenemos las sierras de Sangreña y las Autedas, al sur la sierra de Sandamías, al oeste las de Ablanedo y la Castañal y al este la sierra de Fontebona. Su altitud máxima se halla en la sierra norteña de Sangreña y corresponde al Pico de Llan de Cubel que alcanza una altura de 678 metros. Otros picos importantes son los del Pico de la Uz en Sangreña (648 m), el Llagunín de la Mata o Andolinas en Ablanedo (642 m), el Muxagre en Sandamías (655 m), el Pico Cueto de Pravia, montes Santa Catalina en Agones y el Pico Mirabeche en Peñaullán, donde son aprovechadas sus arcillas para la realización de cerámicas.

### Hidrografía

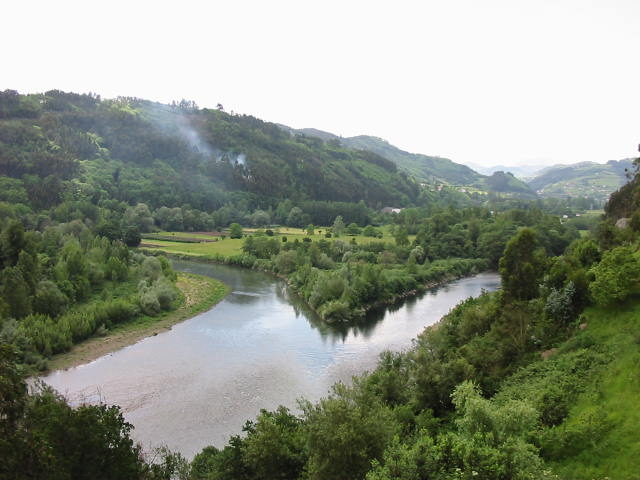
Confluencia de los ríos Nalón y Narcea

Su red hidrográfica es de gran importancia, pues la erosión de sus aguas determina la formación del relieve. Tres ríos son los que destacan en la zona, el Nalón, el Narcea y el Aranguín que forman unas magníficas vegas.
El Nalón entra en el concejo por la parroquia de Pronga formando hasta el núcleo de Beifar frontera natural con Candamo. Más tarde, formará frontera natural con Soto del Barco, desde el Rosico hasta la desembocadura del arroyo del Pontigo. Baña las tierras Pravianas en una longitud de 13,5 kilómetros. Históricamente siempre fue un río de aguas limpias apto para la pesca, hasta que durante el siglo XX, la industria minera y metalúrgica de su cuenca alta aprovechó su curso para el vertido de residuos y el lavado de mineral. Afortunadamente, desde la década de 1990, se ha sometido a un proceso de recuperación medioambiental.
El Narcea entra en el concejo por el sur, concretamente por el núcleo de Luerces, en la zona conocida como El Pontón, formando frontera natural con Salas hasta la zona de La Reguerina, frente a la vega de Repolles. Recorre Pravia durante una distancia de 9 km y tras bañar Quinzanas desemboca en el Nalón, cerca del núcleo de Forcinas. Es un río apto para la captura del salmón siendo, junto con el Sella, el más importante de Europa Sur - Occidental para esta práctica.
El Aranguín es el tercer río en importancia del concejo. Se adentra en territorio Praviano por el Oeste en la zona conocida como Los Zarrucos, en el núcleo de La Castañal. Recorre algo más de 15 km hasta dar sus aguas al Nalón, entre el núcleo de Pravia y Agones. Es río eminentemente truchero.

### Clima
En cuanto a su clima hay que decir que este es suave y templado presentando unas temperaturas muy llevaderas tanto en épocas invernales, como en etapas estivales, llegando rara vez los termómetros a los 30 °C, o bajando de los 0 °C. Su vegetación está repleta de verdes praderas, así como de algunas manchas boscosas de robles, castaños, pinos y eucaliptos. 

## Historia

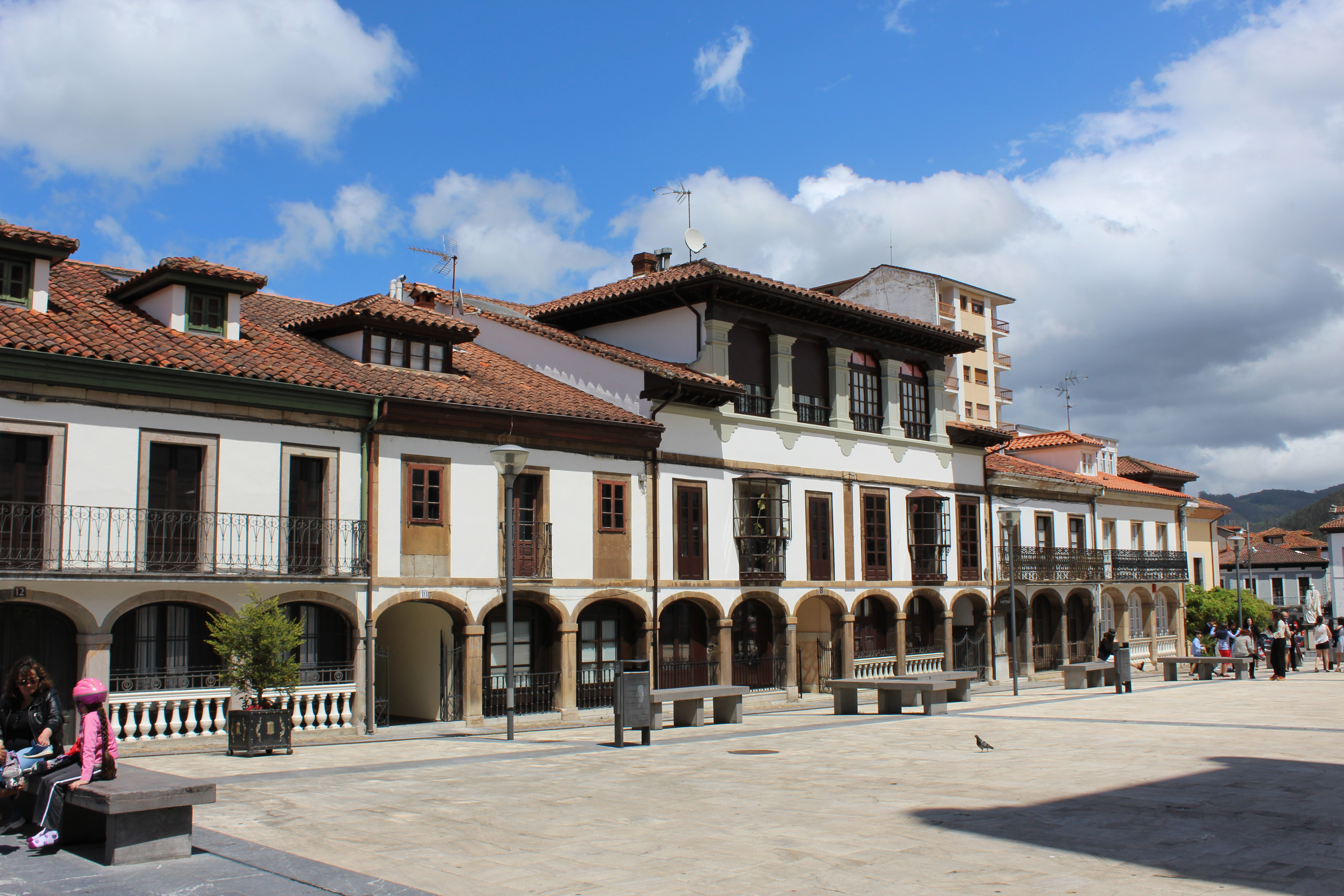
Centro de Pravia

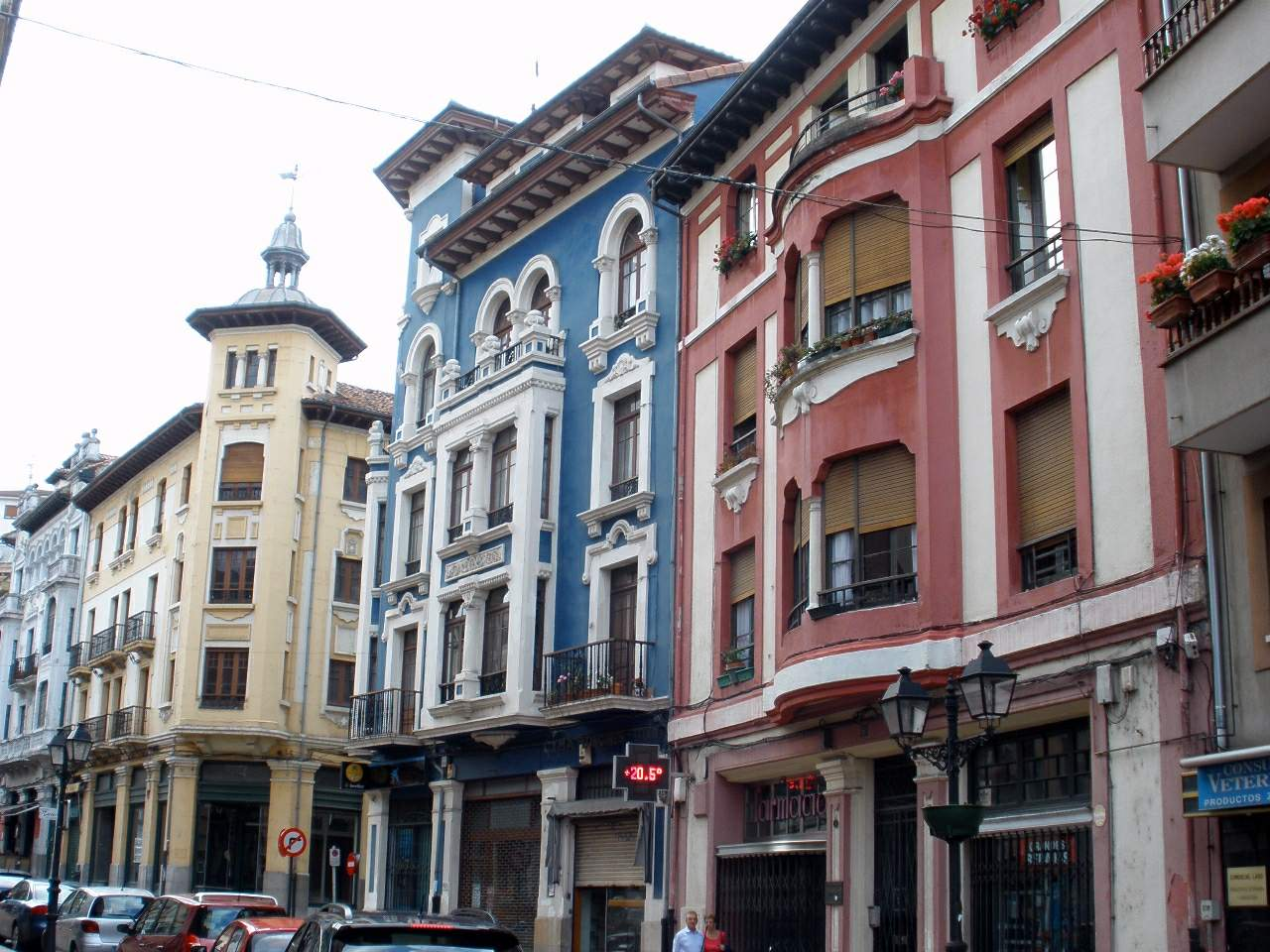
Calle San Antonio

Vestigios históricos hallados en el concejo, prueban la existencia de vida humana ya en tiempos del Paleolítico inferior. Dentro de estos hay que señalar los descubrimientos de Sandamías, donde se encontró una gran macheta de piedra, un hacha de mano realizada en material férreo y una especie de raedera convergente de cuarcita hallada en Las Campas de Luerces. Del Paleolítico superior hay también elementos significativos como las puntas de flecha halladas. También existen datos correspondientes a la Edad del Bronce y la Edad del Hierro, habiéndose reconocido varios asentamientos castreños en el municipio praviano, entre los que cabe citar el Castro de Doña Palla.
De la etapa de la romanización, Pravia ofrece diversos testimonios. Uno de ellos se refiere a la identificación con Pravia o con Santianes de la ciudad de Flavionavia, que el historiador griego Claudio Ptolomeo situaba a la orilla izquierda del río Nalón. Se cree que fue fundada en tiempos del emperador Vespasiano, quien la elevaría a (municipium) con el nombre de Flavium Avia. Otros hallazgos romanos en el concejo son los restos de La Magdalena de la Llera en Santianes, la estela de motivo funerario encontrada en Los Cabos, y los denarios de Plata hallados en el Castro de Doña Palla. Así mismo, durante aquella época la zona donde se ubica hoy Pravia se convirtió en una importante red de comunicación, al ser lugar de paso de la vía que comunicaba Lugo de Llanera (Lucus Asturum) con el Lugo gallego.
Durante la etapa de la Monarquía Asturiana, Pravia adquiere una significativa importancia al ser trasladada a sus terrenos la capital del reino. Este hecho fue realizado gracias a la unión en matrimonio del rey Silo con Adosinda, hija de Alfonso I y hermana de Fruela I, aprovechando que en Pravia existía un antiguo poblado romano. El rey Silo fallece y Adosinda intenta colocar como rey a Alfonso II, hijo de Fruela, pero el trono le sería arrebatado por su tío Mauregato, que reina del año 783 al 789. A este le sucede Bermudo I. Y finalmente consigue el trono Alfonso II, apodado el Casto, quien trasladó la corte a Oviedo, poniendo fin a la hegemonía praviana.
En el siglo XIII es cuando tiene lugar la fundación de la Puebla de Pravia durante el reinado de Fernando III "el Santo", quien le concede los fueros a la nueva villa. Esto no implica que en dicho territorio no hubiese asentamiento humano, pues era conocida la existencia de un monasterio en dicho lugar. En concreto el monasterio de San Andrés, cuya iglesia fue cerrada al culto en el siglo XVIII al amenazar ruina. De esta época también data la construcción de las murallas, que han ido desapareciendo con el paso del tiempo.
Pravia está representada en la Junta General del Principado desde sus orígenes, y del mismo modo está presente en numerosos entendimientos con los concejos vecinos, creándose ya desde tiempos del bajo medievo asociaciones, como la unión de los cinco concejos en los que se hermanaba con Salas, Grado, Valdés y Belmonte de Miranda. Con estos mismos concejos, más el voto de Somiedo, se formó en la Junta General el partido que participaba en la elección del representante en la diputación y del procurador general del Principado.
Históricamente la pesca siempre fue un importante elemento económico para el concejo, dada la buena calidad de sus aguas. El río Nalón era el río salmonero por excelencia y el concejo disfrutaba del privilegio de la renta de la pesca media desde Las Mestas del Narcea hasta Espilonga, próxima a la desembocadura del río en San Esteban, siendo el periodo de pesca desde el 1 de enero al 24 de junio. Este privilegio data de 1669. El ayuntamiento se encargaba de recaudar el dinero y lo utilizaba en la construcción de fuentes, caminos, escuelas para el pueblo, etc.
Sobre el Concejo de Pravia escribió en 1806, Antonio Juan de Banzes y Valdés en su obra "Noticias Históricas del Concejo de Pravia", en la que abundan los detalles sobre la población y costumbres del lugar.
Otro dato histórico de gran importancia para el concejo tuvo lugar en 1836 cuando Pravia pierde la mitad de su extensión aproximadamente, al segregarse los terrenos pertenecientes a Muros de Nalón, Soto del Barco y Cudillero que pasaron a formar ayuntamientos propios.
De las épocas actuales hay que destacar que Pravia ha sido y es uno de los concejos donde más presentes están representadas las obras indianas en todo el territorio, con multitud de edificios notables así como capillas, fuentes y escuelas que forman parte ya del entorno praviano.
En 1943 la Diputación provincial elige mayoritariamente a su alcalde Santiago López Fernández para el cargo de procurador en Cortes en la I Legislatura de las Cortes Españolas (1943-1946), representando a los municipios de esta provincia

## Demografía
Pravia cuenta con una población de 7790 habitantes (INE 2024).
| Gráfica de evolución demográfica de Pravia entre 1842 y 2021                                                        |
| |
| Población de derecho según los censos de población del INE Población de hecho según los censos de población del INE |

La evolución mantenida por el concejo durante el siglo XX, con relación a su población, ha sido siempre positiva hasta los últimos treinta años en que ha empezado una regresión bastante fuerte, pasando de 12 000 habitantes en 1970 a 9200 en 2000. Más de la mitad se concentra en la capital praviana, quedando patente que el descenso de la población se desarrolla mayoritariamente en la zona rural. La emigración también se dejó notar en el concejo, sobre todo hasta mitad del siglo XX, siendo Cuba el lugar elegido por la mayoría y que influyó en el devenir del territorio en forma de mejora y construcción de edificaciones.
En la actualidad el concejo no escapa a la dura crisis demográfica que azota a toda la región, como podemos comprobar en el gráfico de población. El envejecimiento demográfico es también muy acusado en el municipio. El mayor envejecimiento de Pravia en relación con otros municipios asturianos se debe a la falta de oportunidades para los jóvenes que tan solo pueden encontrar empleo temporal y precario, en su mayor parte en la ciudad de Avilés que ejerce como principal polo de atracción laboral. Esta circunstancia hace que una gran parte de estos se vean obligados a emigrar. Todo ello convierte al municipio en lo que en geografía urbana se denomina con el término de suburbio rural. Todos los analistas predicen que el envejecimiento y el empobrecimiento de Pravia se agravará sustancialmente en las próximas décadas, pudiendo convertirse en los próximos años, junto a otro tipo de concejos asturianos de similares características, en importantes bolsas de pobreza.

## Economía

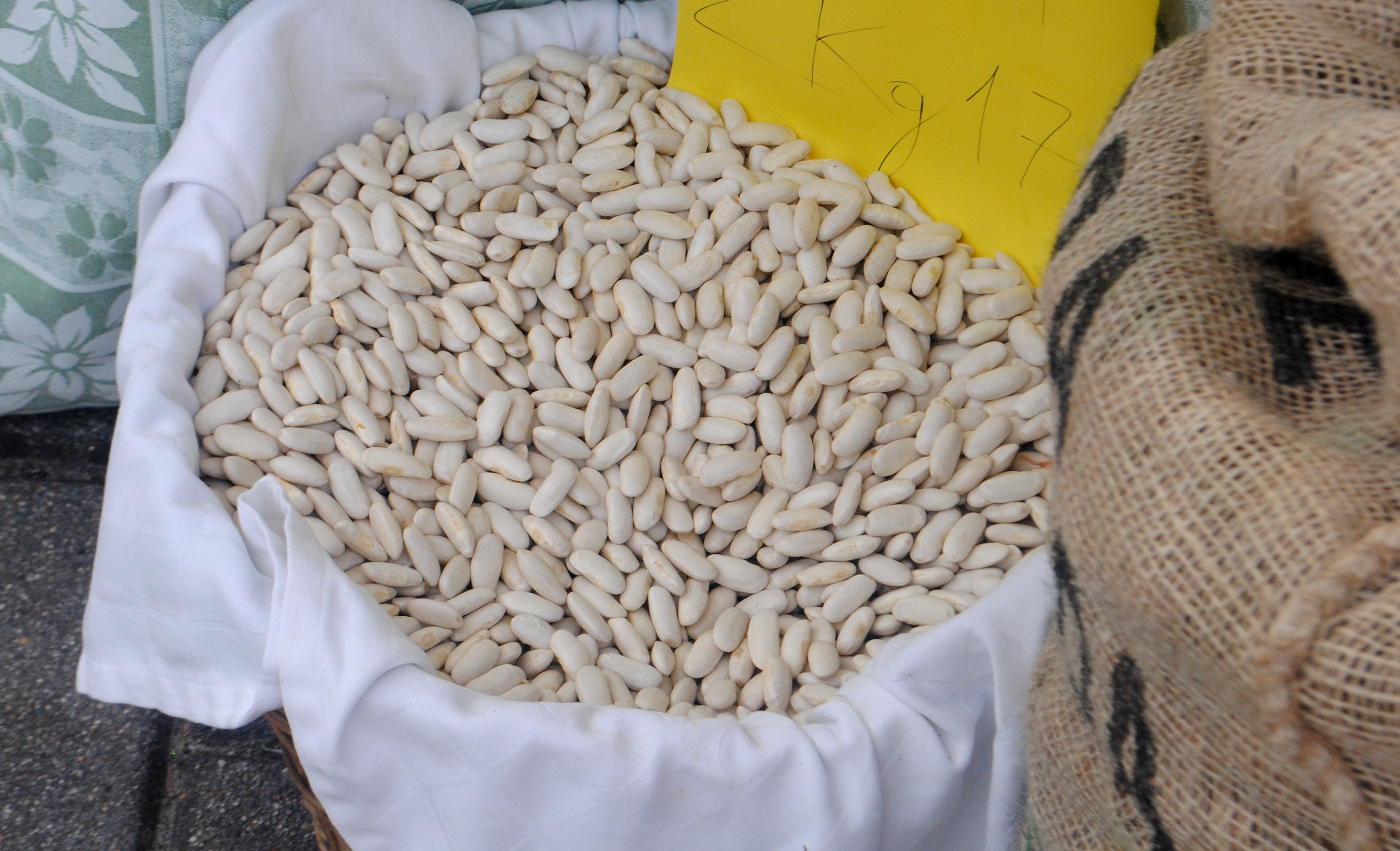
Fabas asturianas

La actividad económica principal del concejo ha sufrido también un cambio en estos últimos años dejando de ser el sector primario la base esencial del empleo local, a favor de los servicios, que hoy en día es el que genera más empleo. El sector primario ocupa a un total del 18,63 % de los empleos siendo la cabaña vacuna orientada al sector lácteo la predominante. En cuanto al cultivo de tierras se ha pasado de cosechas tradicionales como escanda, centeno, trigo, cáñamo, a cultivar productos de huerta de calidad.
Desde mediados de la década de 1990, se está cultivando en Peñaullan, junto las orillas del río Nalón, plantas de kiwi o actinidia (Actinidia deliciosa); la producción se situó en 2008 en unas 1500 toneladas, lo que ha hecho de Pravia el primer municipio productor asturiano de esta fruta y también ha logrado que la Federación Española del Kiwi abra su nueva sede en Pravia.

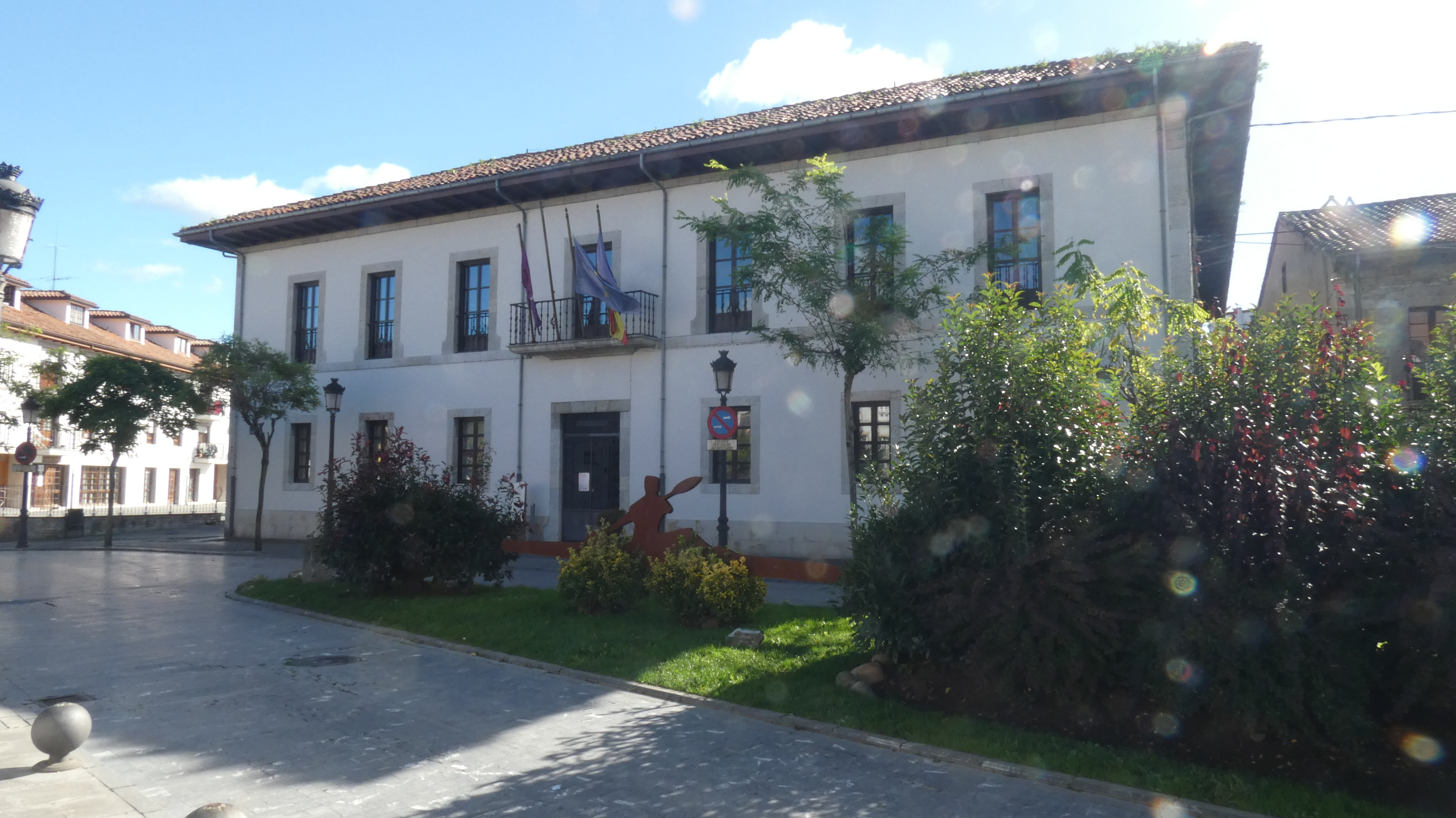
Casa consistorial

Con relación al sector secundario y la construcción, hay que decir que en la actualidad emplea a un porcentaje del 29,27 %, siendo la rama de la construcción y obras públicas, las industrias transformadoras de metales, las maderistas y las alimenticias las que concentran el mayor número de los empleos.
El eje principal de la actividad económica es el sector terciario que genera un 52,1 % de los empleos del concejo afianzándose Pravia como centro distribuidor de servicios del área de influencia de la comarca del bajo Nalón. Sin embargo, dos son los grandes inconvenientes con los que va a jugar el concejo en este sentido. Una que sería la insuficiencia de las comunicaciones, y otra que sería la competencia de otros centros de servicios como pueden ser los de Avilés y Grado.

## Comunicaciones
La principal vía de comunicación de Pravia es la carretera regional AS-16, que le da acceso a la Autovía del Cantábrico y que cruza el concejo de norte a sur, desde Soto del Barco a Salas. La red secundaria la componen la carretera comarcal AS-236, que comunica Pravia con Candamo a través de San Román; la carretera local AS-368 que comunica Pravia con Muros de Nalón, a través de Los Cabos y Somado; la carretera local AS-369, que comunica Pravia con Salas a través del valle de Arango y Malleza; la carretera local AS-352, que comunica Somado con la carretera local AS-369 en Vegafriosa; la carretera local AS-347, antigua AS-16, que comunica Pravia con Cornellana a través de Forcinas y Corias; y la carretera local AS-39, que comunica Forcinas con Candamo a través de Quinzanas.
Respecto al ferrocarril, la estación de Pravia se encuentra en una encrucijada de caminos de hierro. Coinciden las líneas del Vasco - Asturiano, que comunica San Esteban de Pravia con Oviedo y Collanzo; y el Ferrocarril de Ferrol a Gijón. El nonato ferrocarril de Pravia a Villablino, habría significado la constitución en Pravia del mayor nudo ferroviario del norte de España.

## Administración y política

### Gobierno municipal
En el concejo de Pravia, desde 1979, el partido que más veces ha gobernado ha sido el PSOE (1991-1995, 1999-2002, 2003-actualidad). La UCD gobernó entre 1979 y 1983, y el PP entre 1983 y 1991, y entre 1995 y 1999; por su parte, el Grupo Mixto gobernó de 2002 a 2003. Desde 2003 hasta noviembre de 2015, ocupó el cargo de alcalde Antonio de Luis Solar, del PSOE, desde 2007 con mayoría absoluta. En diciembre de 2015, fue nombrado alcalde David Álvarez Suárez, también del partido socialista.
| Periodo   | Nombre                               | Partido | Partido                                    |
| --------- | ------------------------------------ | ------- | ------------------------------------------ |
| 1979-1983 | Francisco Javier Fernández Casielles |         | Unión de Centro Democrático (UCD)          |
| 1983-1991 | Francisco Javier Fernández Casielles |         | Alianza Popular (AP)                       |
| 1991-1995 | Juan Manuel González Arias           |         | Federación Socialista Asturiana (FSA-PSOE) |
| 1995-1999 | Juan Carlos Guerrero Arias           |         | Partido Popular (PP)                       |
| 1999-2002 | Juan Manuel González Arias           |         | Federación Socialista Asturiana (FSA-PSOE) |
| 2002-2003 | Juan Carlos Guerrero Arias           |         | Grupo Mixto                                |
| 2003-2015 | Antonio Silverio de Luis Solar       |         | Federación Socialista Asturiana (FSA-PSOE) |
| 2015-act. | David Álvarez Suárez                 |         | Federación Socialista Asturiana (FSA-PSOE) |

| Partido político    | Partido político                                                                | 1979   | 1983   | 1987   | 1991   | 1995   | 1999   | 2003   | 2007   | 2011   | 2015   | 2019   | 2023   |
| Partido político    | Partido político                                                                | Ediles | Ediles | Ediles | Ediles | Ediles | Ediles | Ediles | Ediles | Ediles | Ediles | Ediles | Ediles |
|                     | Federación Socialista Asturiana (FSA-PSOE)                                      | 3      | 7      | 8      | 8      | 8      | 6      | 6      | 8      | 7      | 7      | 8      | 7      |
|                     | Alianza Popular (AP)-Partido Popular (PP)                                       | 3      | 10     | 8      | 8      | 9      | 2      | 6      | 4      | 1      | 3      | 1      | 6      |
|                     | Partido Comunista de España (PCE)-Izquierda Unida (IU)-Bloque por Asturies (BA) | 3      | 0      | 0      | 0      | 0      | 0      | 0      | 0      | 0      | 2      | 0      | 0      |
|                     | Foro Asturias (FAC)                                                             | —      | —      | —      | —      | —      | —      | —      | —      | 4      | 1      | 0      | —      |
|                     | Unión Praviana (UP)                                                             | —      | —      | —      | —      | —      | —      | 1      | 1      | 1      | —      | —      | —      |
|                     | Unión Renovadora Asturiana (URAS)                                               | —      | —      | —      | —      | —      | 5      | 0      | —      | —      | —      | —      | —      |
|                     | Unión de Centro Democrático (UCD)-Centro Democrático y Social (CDS)             | 8      | 0      | 1      | 1      | —      | —      | —      | —      | —      | —      | —      | —      |
| Total de concejales | Total de concejales                                                             | 17     | 17     | 17     | 17     | 17     | 13     | 13     | 13     | 13     | 13     | 13     | 13     |

### Organización territorial
El concejo de Pravia está formado por las siguientes 15 parroquias:
Mapa de las parroquias del concejo de Pravia
| 1. Arango 2. Cordovero 3. Corias 4. Escoredo 5. Folgueras | 6. Inclán 7. Pravia 8. Pronga 9. Quinzanas 10. Sandamías | 11. Santianes 12. Selgas 13. Somado 14. Villafría 15. Villavaler |

## Cultura

### Arte

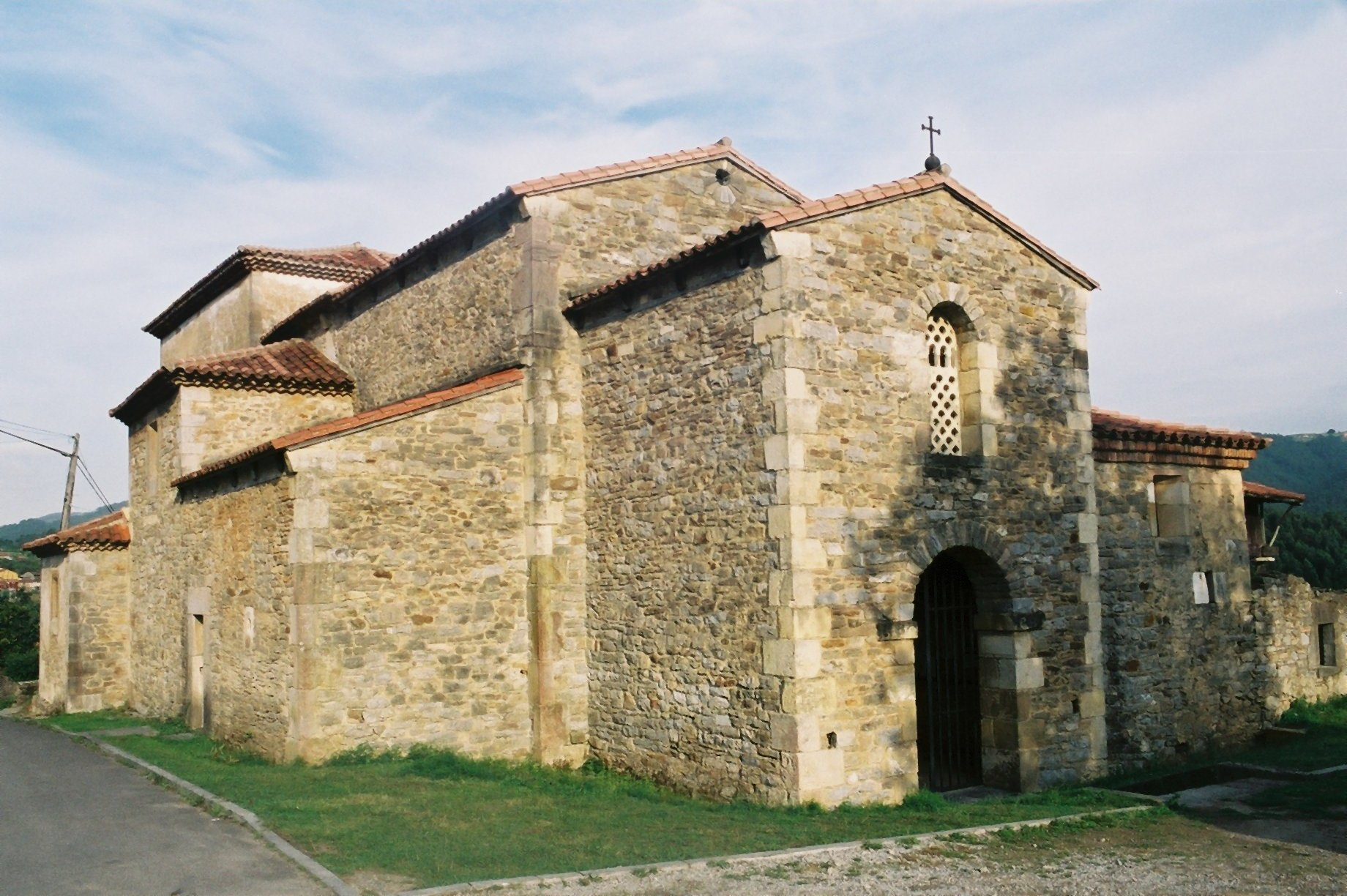
Iglesia de Santianes

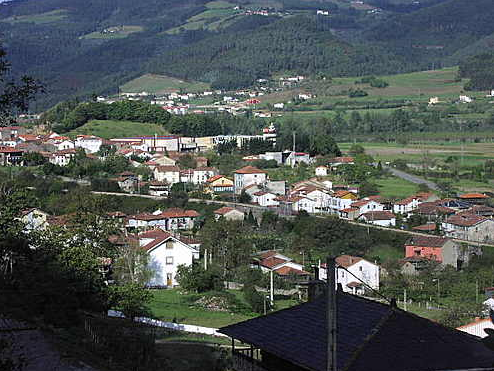
Peñaullán

Dentro de las obras arquitectónicas repartidas por el concejo, señalaremos en primer lugar la iglesia de San Juan de Santianes de Pravia, de estilo prerrománico, construida bajo el mandato del rey Silo, y que tenía una inscripción laberíntica que ponía "Silo Princeps fecit". Esta edificación es la más antigua que se conserva de la etapa monárquica asturiana y actualmente tiene una estructura muy diferente a la inicial. De las antiguas murallas que rodeaban a Pravia hoy sólo queda su trazado circular que sirvió de base en la configuración urbana de la villa.
Existe un moderno Museo de Santianes, inaugurado en julio de 2007, junto a la iglesia.

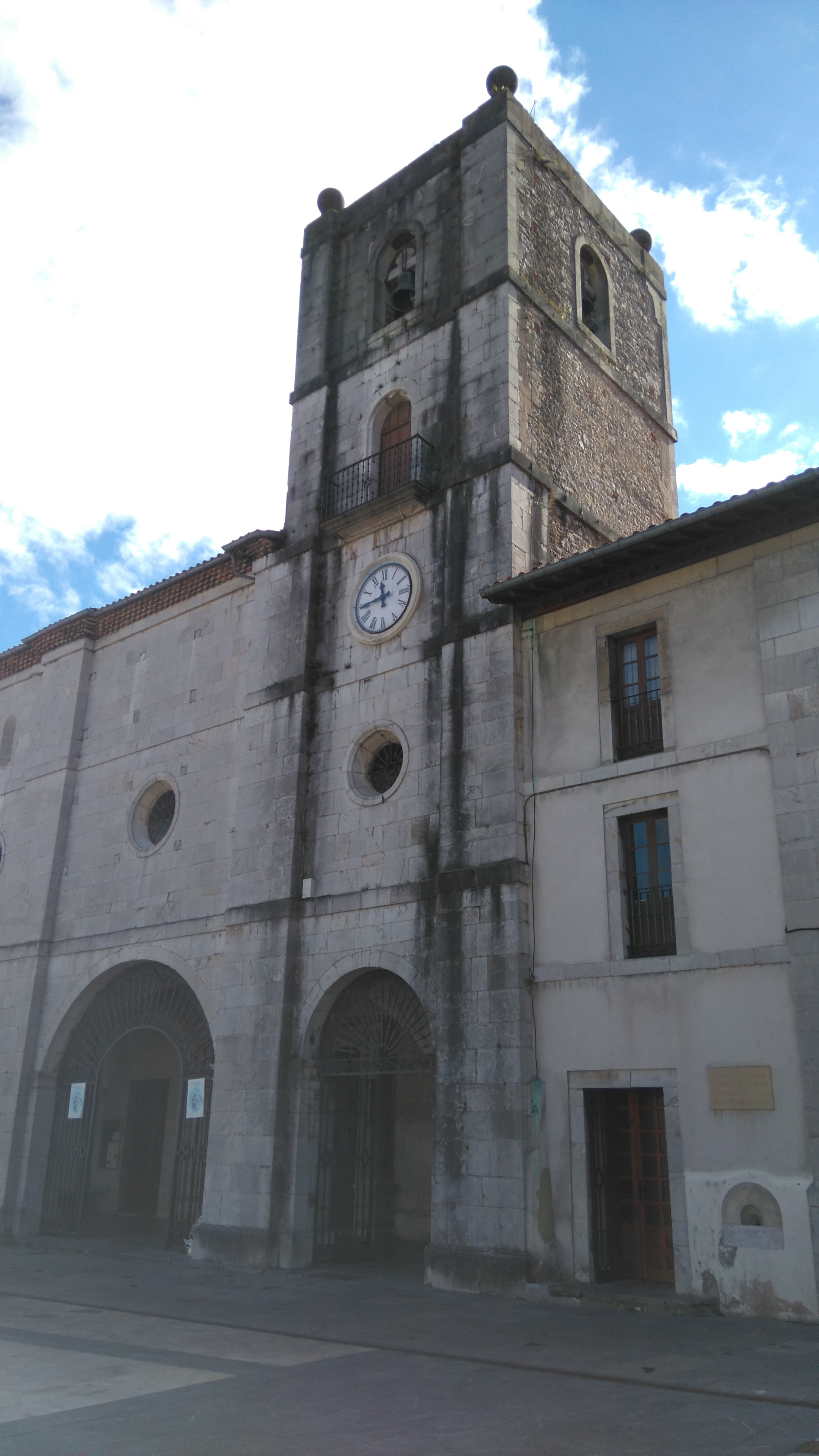
Colegiata de Santa María la Mayor

De estilo románico son muy escasas las representaciones que hay en la zona siendo la iglesia de San Miguel de Luerces la única que conserva algo de dicho estilo. De la época medieval data la ermita de la Virgen del Valle edificada en el siglo XIV. Es un edificio de una sola nave, con cabecera cuadrada, pórtico y sacristía añadidos en el lateral derecho. En su interior descansan el retablo con la representación de la Virgen con el Niño, y la imagen de Nuestra Señora del Valle, de gran devoción en toda la comarca del bajo Nalón.
Sin embargo, la mayor representación religiosa del concejo se encuentra encuadrada dentro del conjunto del palacio de Moutas, donde se halla ubicada la iglesia parroquial, antigua Colegiata de Santa María La Mayor, que alberga en su interior un conjunto de retablos e imágenes de suma importancia. Además en este conjunto de edificaciones también se encuentran las antiguas casas de los canónigos.
De la arquitectura civil y popular destacaremos varias obras como la Torre de Arango fechada en el bajo medievo y que reunió en torno a ella una edificación posterior y una capilla. El palacio de Inclán representa otra edificación palaciega, y engloba una torre medieval y un palacio del siglo XVII.
En los Cabos encontramos el palacio de los Suárez Miranda y Omaña, y fue realizado en estilo barroco popular. Sus dependencias actuales están ocupadas por el colegio de Nuestra Señora del Carmen.
Las casonas de Merás en Agones, de Morán en Peñaullán, palacio de Salas en Santianes y del Busto en la capital, también forman parte de esta estupenda arquitectura rural solariega. El edificio del ayuntamiento data del siglo XVIII, es de estilo neoclásico y fue construido por el arquitecto Ventura Rodríguez. También son destacables las casonas de López de Grado, la de Flórez y la de Álvaro del Busto.

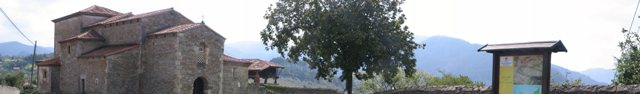
Iglesia de San Juan de Santianes de Pravia

En la propia villa de Pravia, encontramos el Conjunto Histórico-Artístico representado por la colegiata de Santa María la Mayor, por el edificio del Ayuntamiento, y varias casas y palacios de la arquitectura señorial de los siglos XVII y XVIII. Todo el conjunto fue declarado Bien de Interés Cultural en 1995.

### Fiestas
Entre sus principales fiestas, destacaremos:
- En el mes de mayo, son las fiestas de San Isidro en la localidad de Santianes.
- En el mes de abril, son las Jornadas del Salmón.
- En el mes de junio, en la aldea de Agones ha tenido lugar los últimos años (hasta 2010) la celebración del Derrame Rock. En la villa praviana se celebra el Corpus Christi.
- En el mes de julio, son las fiestas del Carmen en la localidad de Agones y las de Santa Ana en Quinzanas.
- En el mes de agosto, son las fiestas de El Xiringüelu en Pravia celebrándose en la pradera situada en un margen del río Nalón en el término de Peñaullán, y el Descenso del Nalón.
- En el mes de septiembre, son El Cristo y la Virgen del Valle en Pravia, San Adriano en la localidad de Corias y La Ponte en la parroquia de Arango
- En el mes de octubre, son las fiestas de San Antonio en Sandamías.
- En el mes de noviembre, tenemos la Feria de la faba, el kiwi, maíz y la miel.

Hay que destacar en el concejo la multitud de festejos que se celebran en él, habiendo una mezcla de carácter lúdico, religioso, deportivo y gastronómico que hacen de Pravia un hervidero de gente durante la celebración de los mismos. Así los festejos del Valle son los que muestran un carácter más religioso, y el Xiringüelu, típica romería asturiana celebrada en Pravia, es la que mejor representa el carácter festivo del concejo, sin olvidarnos de las jornadas del Salmón celebradas año tras año en el municipio.